# 1199 w literaturze
Wydarzenia literackie w 1199 roku.

## Urodzili się
- Ibn al-Abbar, muzułmański poeta (zm. 1260)

## Zmarli
- Marie de France, francuska poetka (ur. ok. 1154)
- Michał Wielki, syryjski kronikarz (ur. 1126)